# パドック
パドック
(paddock) 
1. 原義は家畜用の小さな放牧場・運動場。
2. 競馬場での馬の下見所。本項で詳述。

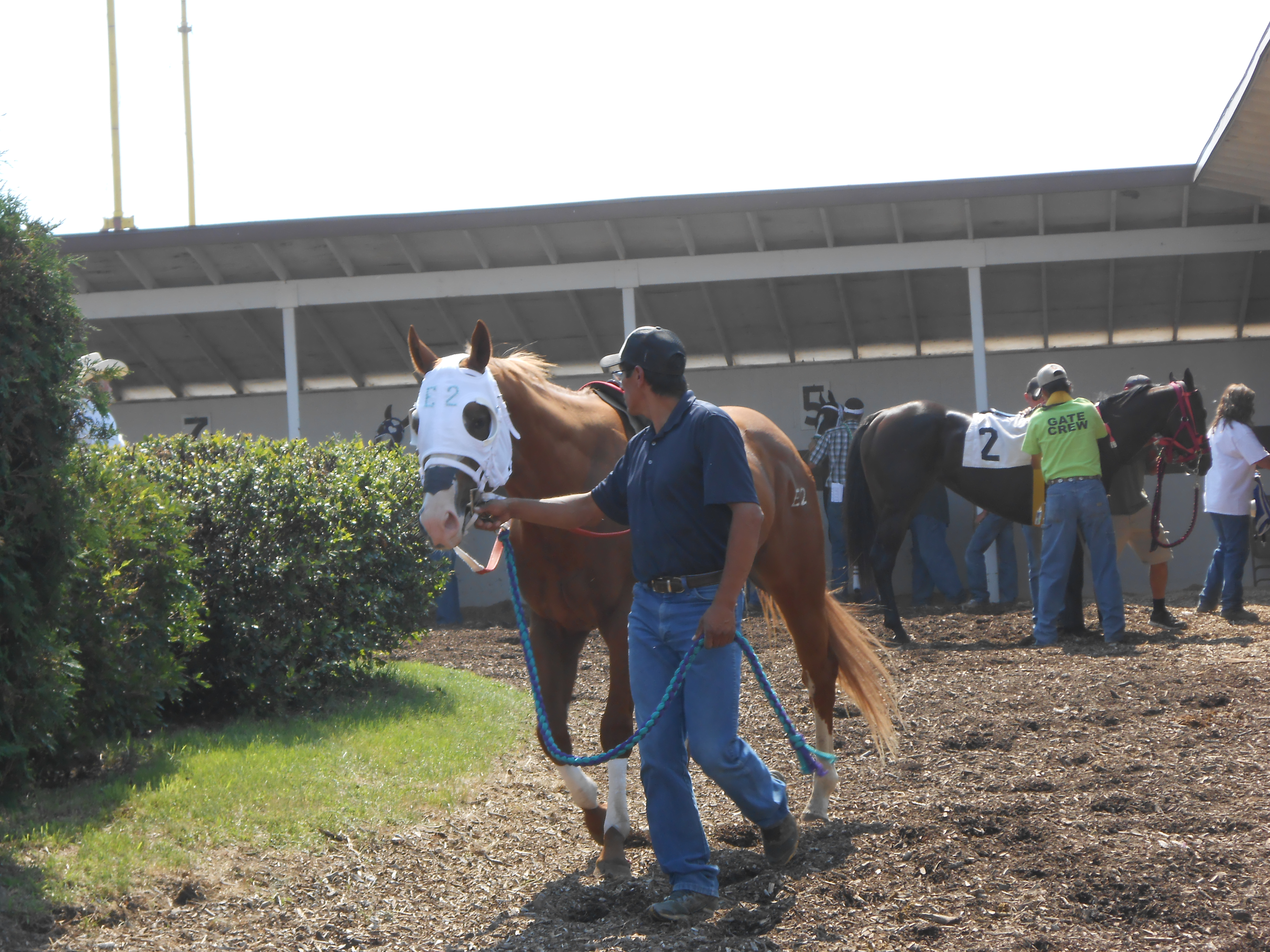
2.競馬場のパドック（、米国）

3. モータースポーツが行われるサーキットなどで、競技車両の整備などを行う「ピット」の裏にあるスペース。競馬用語から流用された[1]。詳細はサーキット#運営設備を参照。
4. 競技などへの参加選手や機材、その関係者のための場所、「ドッグショーやキャットショー（英語版）など品評会会場においての出陳者控え室またはスペース」といった意味。
5. パドック (戦争司令部)（英語版） - 第二次世界大戦中、ウィンストン・チャーチル首相の元でのイギリスの戦争司令部（固有名詞）。

(padauk, padouk)
1. マメ科インドカリン属（Pterocarpus）の複数の樹木やそれらから得られる材全般。ビルマ語 ပိတောက်（/bədauʔ/[2] バダウッ）に由来。パドウクとも。

パドック (Paddock) とは、競馬の競走の前に競走馬を見るための場所である。競馬場に設けられている。下見所ともいう。

## 概要
パドック（Paddock）は原義では馬小屋の近くに設けられた小さな放牧地をいう。競馬場のパドックは次の競走に出走する馬が馬装を整えた後、本馬場入場前に競走馬が周回する設備である。競走馬が数周回に亘って、厩務員にひかれてゆっくりと歩いて周り、ファンが観客席から馬体の状態などをじっくりと確認する。また、競走馬を落ち着かせることもパドック周回の重要な目的である。
野球用語のダッグアウトからの派生で、「ダッグアウトパドック」というものがある。競走馬の足元の地点から見ることができるガラス張りの座席のことである
なお、競馬以外の公営競技ではパドックという施設はないが、競輪の選手紹介(脚見せ)、オートレースの試走や競艇の周回展示ならびにスタート展示は、競馬のパドックに相当するような目的で行われている。

## 各国のパドック

### 欧米の競馬場
本馬場入場前に競走馬を見せるため周回できるようにした設備は、アメリカではパドック（Paddock）と呼ぶが、イギリスではパレードリング（Parade Ring）という。
イギリスのアスコット競馬場の場合、パレードリングとプレパレードリングが設置されている。ロイヤル・アスコットなどのレースを除き、通常、競走馬はレースの25分前にプレパレードリング、15分前にパレードリングに登場する。アスコット競馬場では12歳未満の子どもは周辺への立ち入りが禁止されており、12歳〜16歳までの子どもは成人の同伴が必要である。

### 日本の競馬場
地方競馬など規模の小さい競馬場では、パドックと本馬場はスタンド横の馬道（通路）でつながっているが、中央競馬のような規模の大きい競馬場では、ほとんどが地下馬道でつながれている。笠松競馬場のパドックは世界的にも珍しくコースのホームストレート内馬場側にパドックがある。
本馬場に向かう前の最後の一周は騎手が騎乗する。本馬場入場後は、軽く走ってウォーミングアップ（「返し馬」と呼ばれる）を行い、そこで馬の状態などを最終確認する。
また、パドックの形状は通例本馬場と同様に、直線と円弧を組み合わせた形となっているが、京都競馬場のように真円形のパドックを持つ競馬場も存在する。周回方向に関しては、地方競馬の佐賀競馬場だけが右回りとなっている以外、本馬場の周回方向とは関係なくすべて左回りになっている。
1908年(明治41年)5月までの日本の競馬場ではパドック設置は義務ではなかった。
1906年(明治39年)に開場した池上競馬場では、開場時はパドックは設けられていなかったともいうが、鞍場と称する出場準備所で馬を観察することはできた。1907年(明治40年)に開場した目黒競馬場でも設立時にはパドックは無く出走前の馬の引き回しは馬見所(メインスタンド)前で行っていたが、1908年(明治41年)5月に馬政局長官通達で下見所(パドック)の設置が義務付られ、それぞれの競馬場はメインスタンド裏などにパドックを設け、同時に出走前の牽運動が義務になった。

### オセアニアの競馬場
オーストラリアやニュージーランドの競馬場ではマウンティングヤード（Mounting Yard）という。オーストラリアやニュージーランドの競馬場のマウンティングヤードは他の地域とは異なりスタンドとコースの中間に設けられる。

## 競馬のパドックでの注意点
競馬のパドックは意外と事故が発生しやすい場所である。馬が暴れて騎手や厩務員が大ケガを負うことがあり、死亡事故が起きたことすらある。
観客は、馬を直接攻撃したりすること（ダテハクタカ#ダテハクタカ事件を参照のこと）はもちろんのこと、大声を上げたりカメラのフラッシュを浴びせるなど馬が驚くようなことはしてはならない。1990年代以降は、JRAの競馬場内のパドックを中心に「フラッシュ撮影禁止」と書かれた札を持った警備員が配置されている競馬場が増えた。これは、1996年の秋華賞のパドックにおいてエアグルーヴが大量のフラッシュを浴び、激しいイレ込みを見せ、さらにレース中に骨折したことがきっかけである。

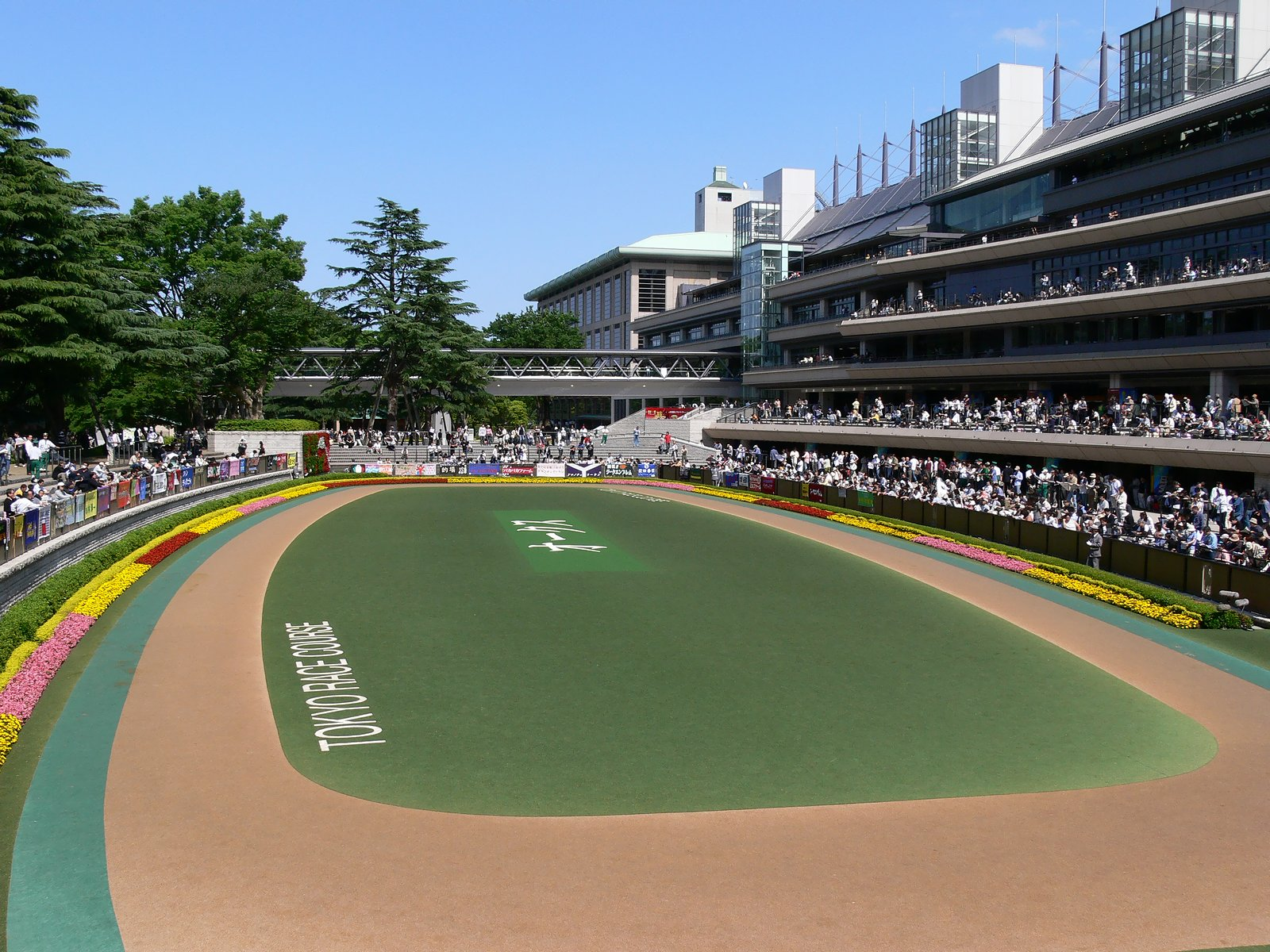
東京競馬場
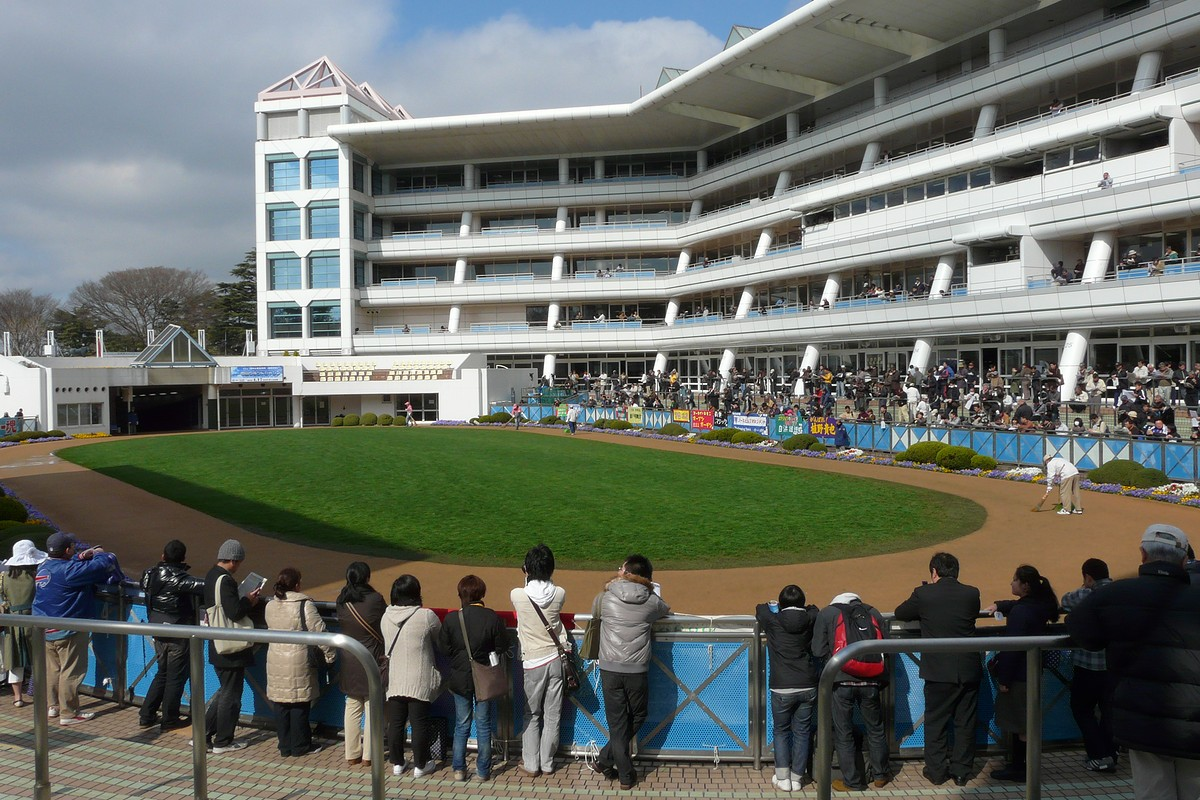
中山競馬場
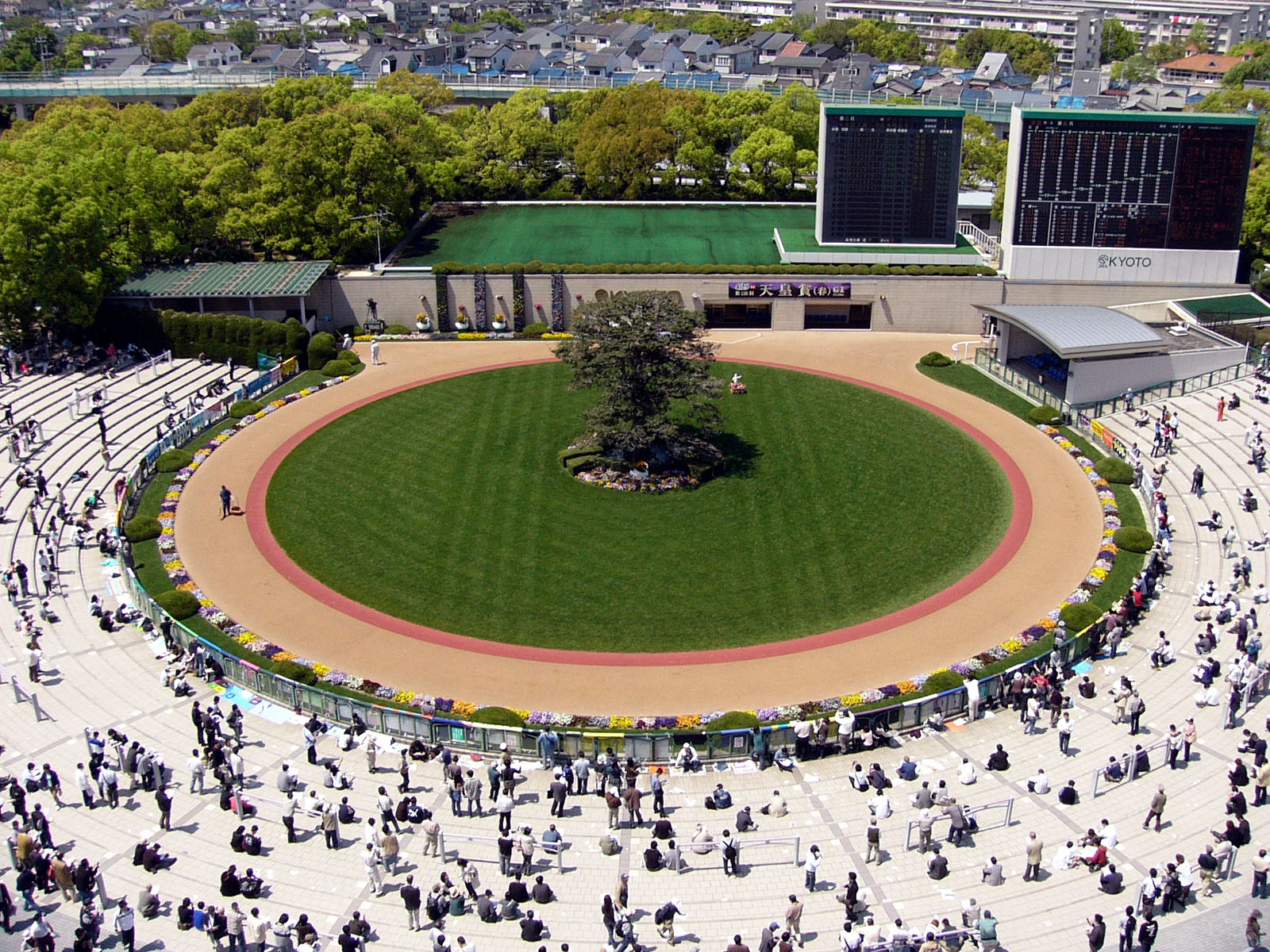
京都競馬場
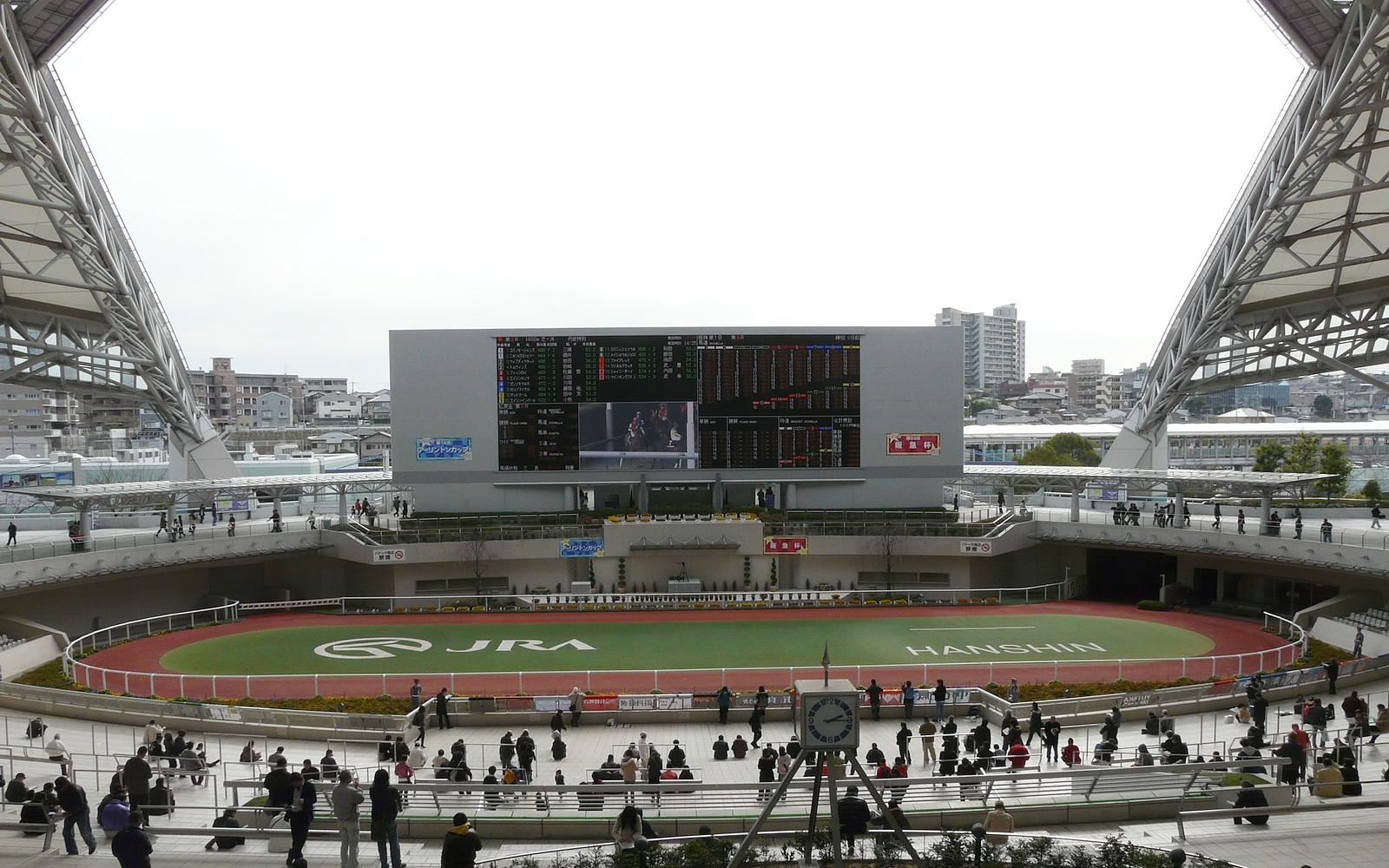
阪神競馬場
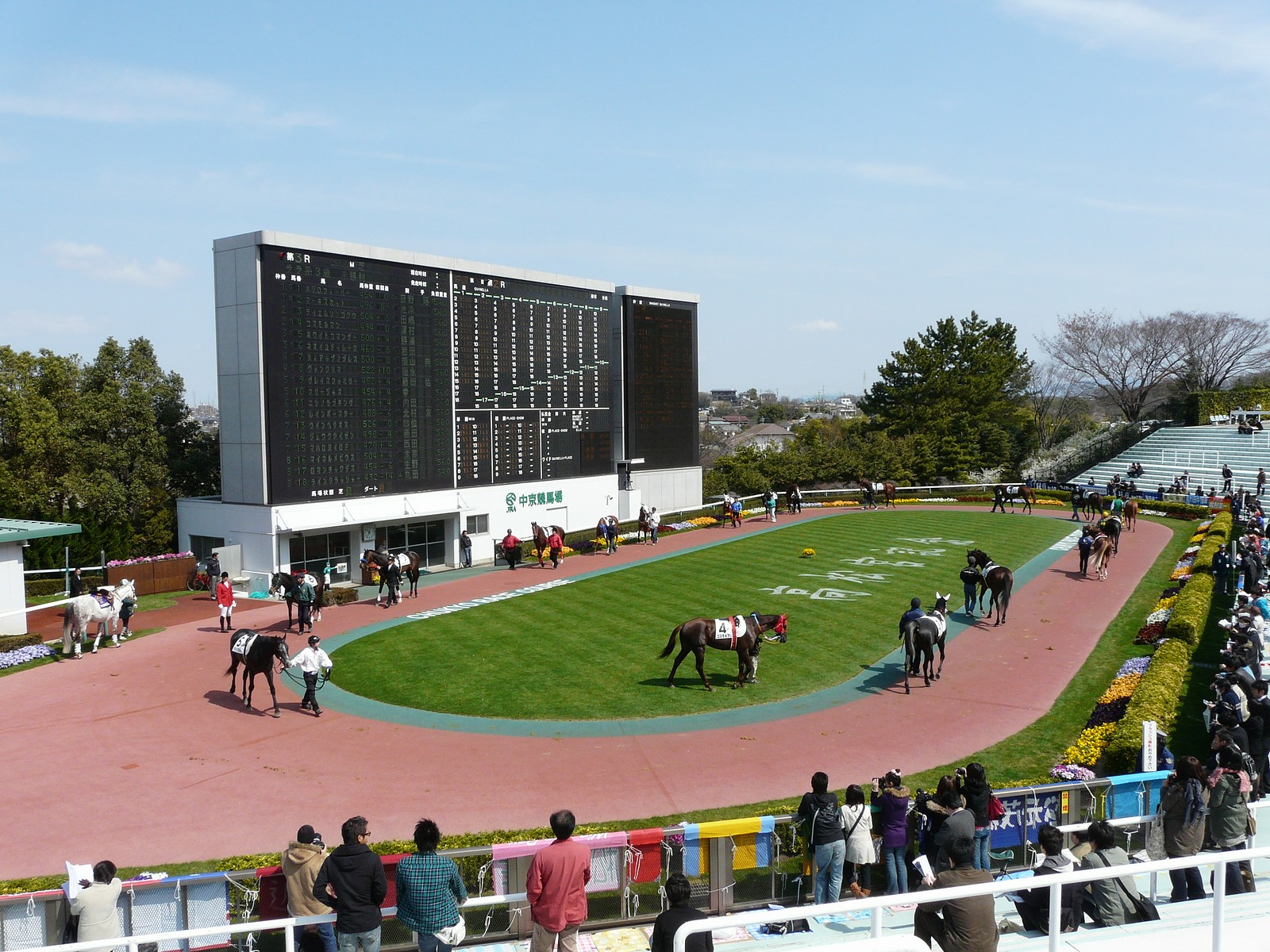
中京競馬場
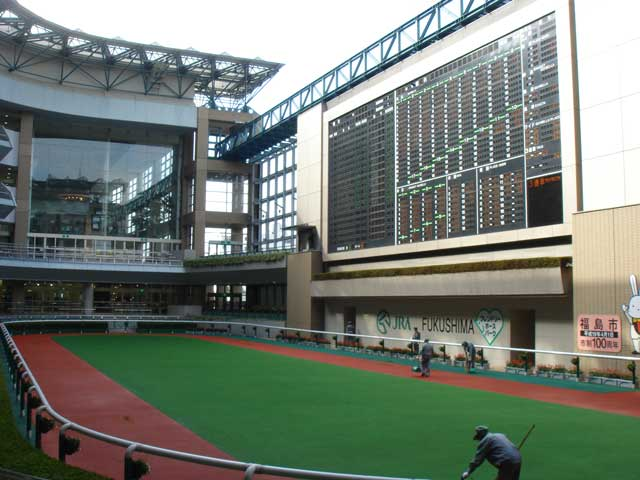
福島競馬場
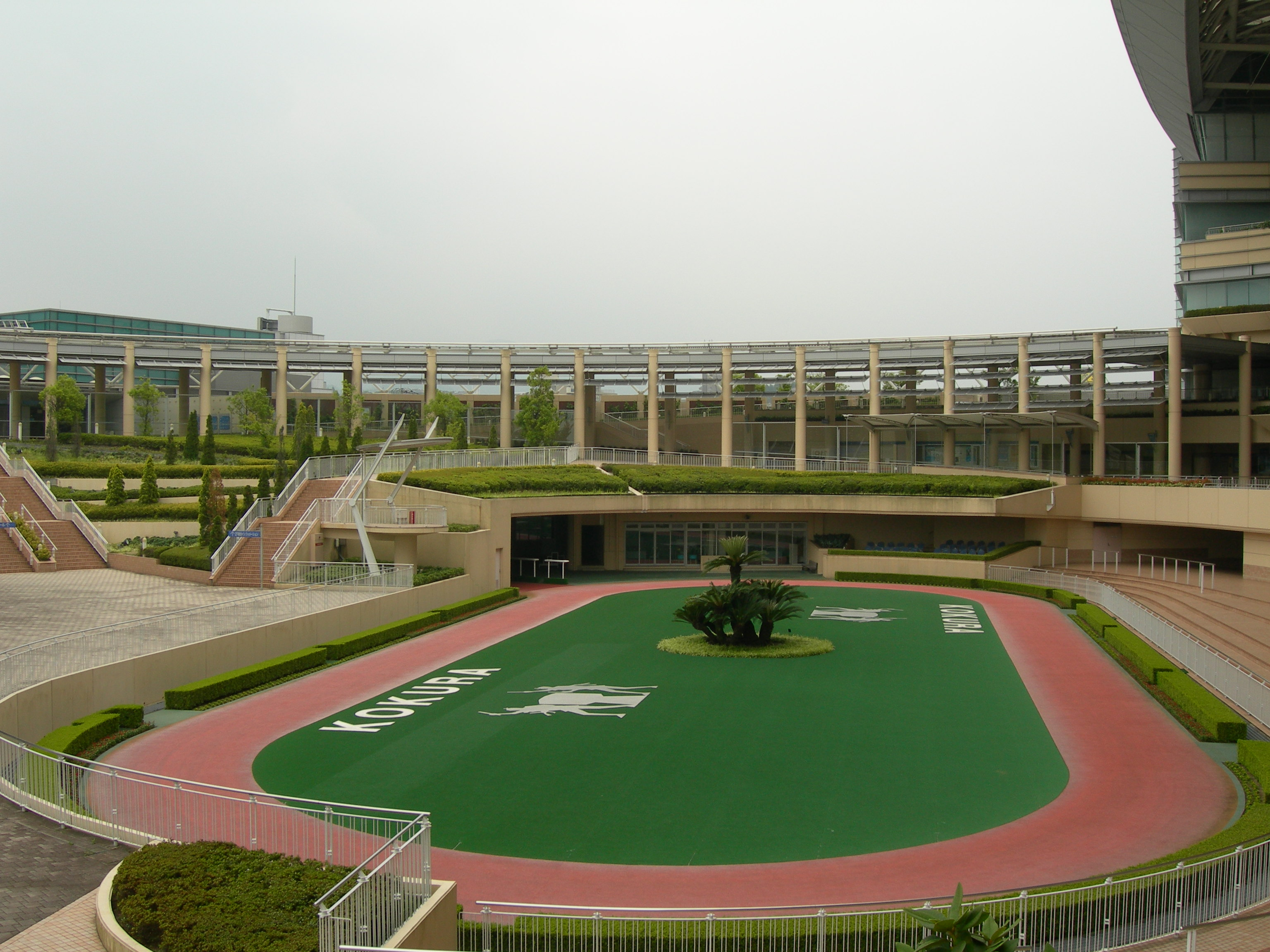
小倉競馬場
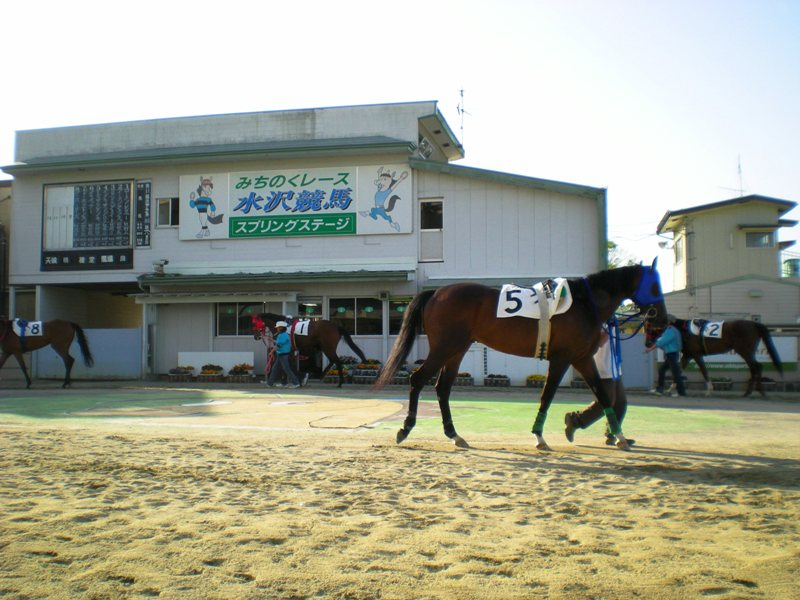
水沢競馬場
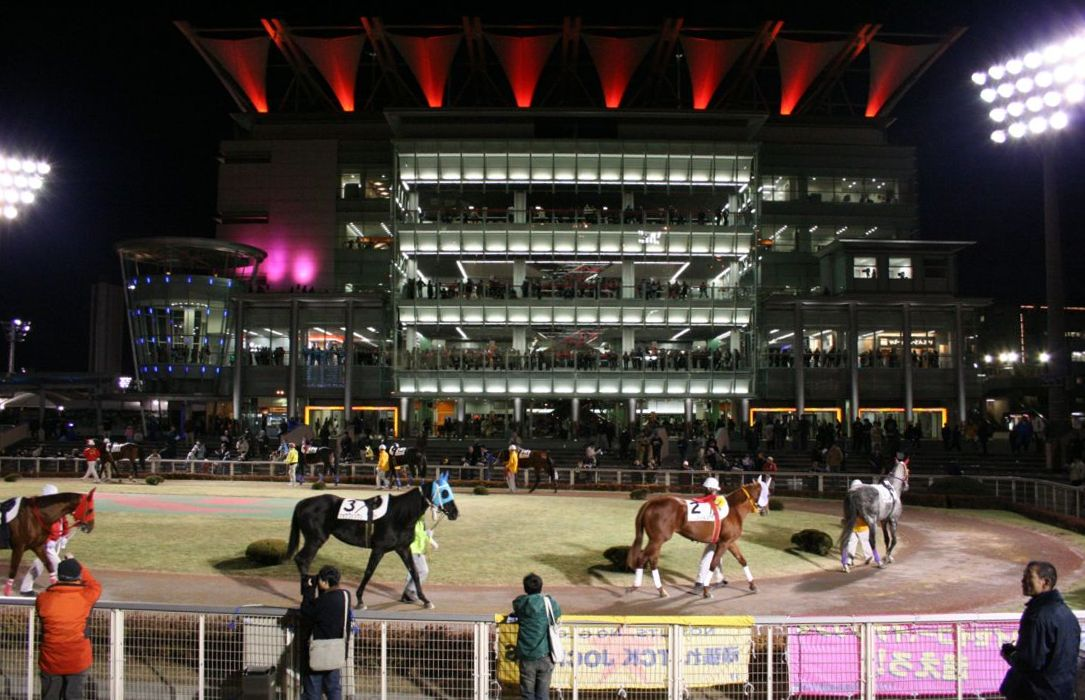
大井競馬場
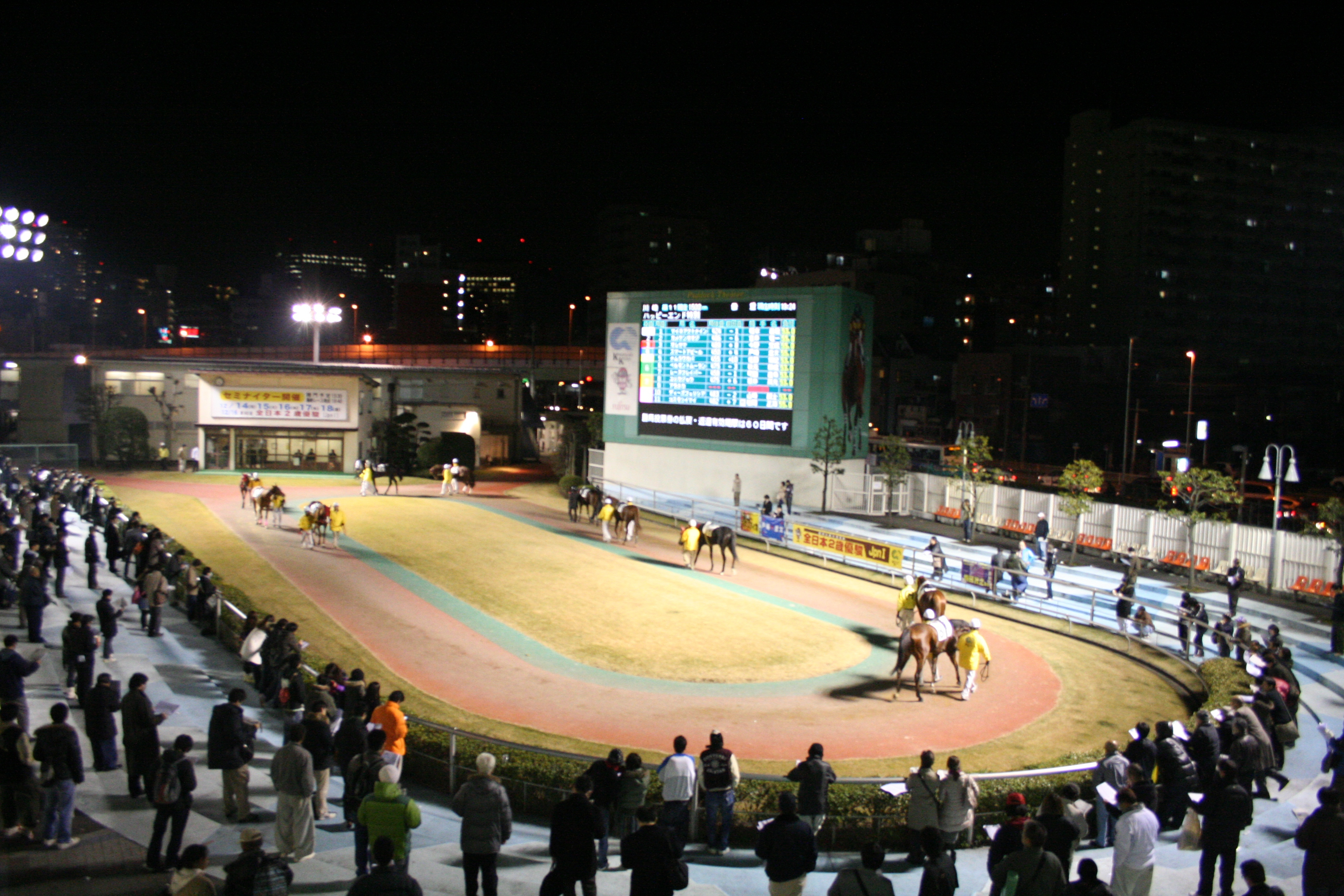
川崎競馬場
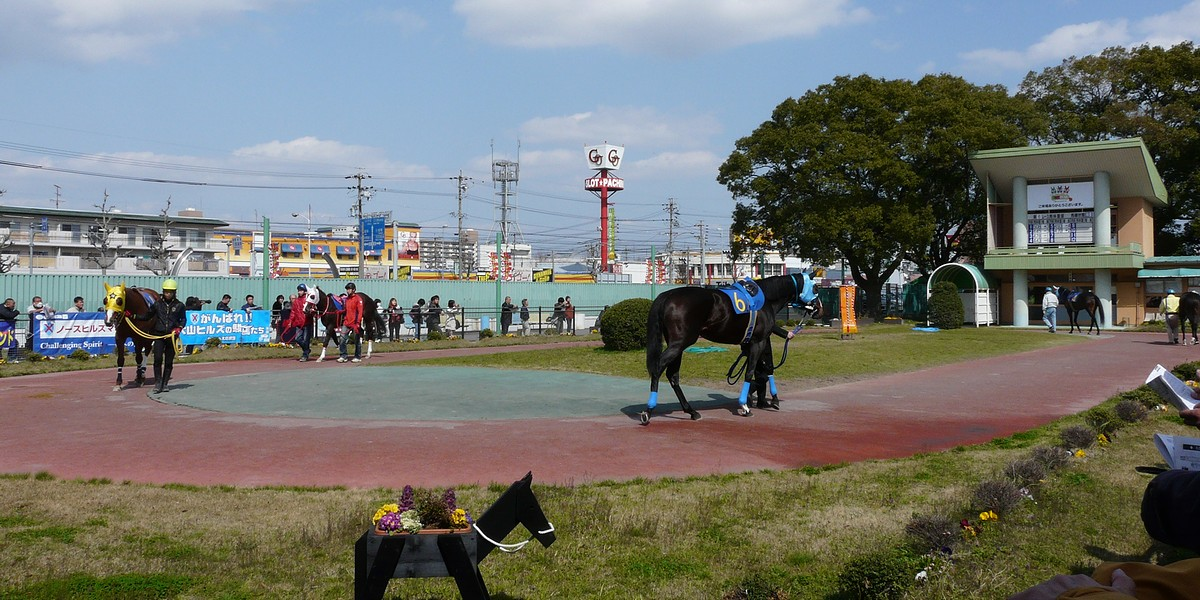
名古屋競馬場
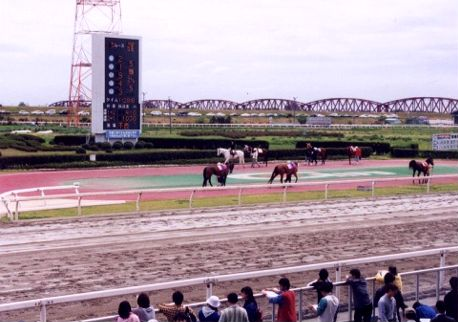
笠松競馬場
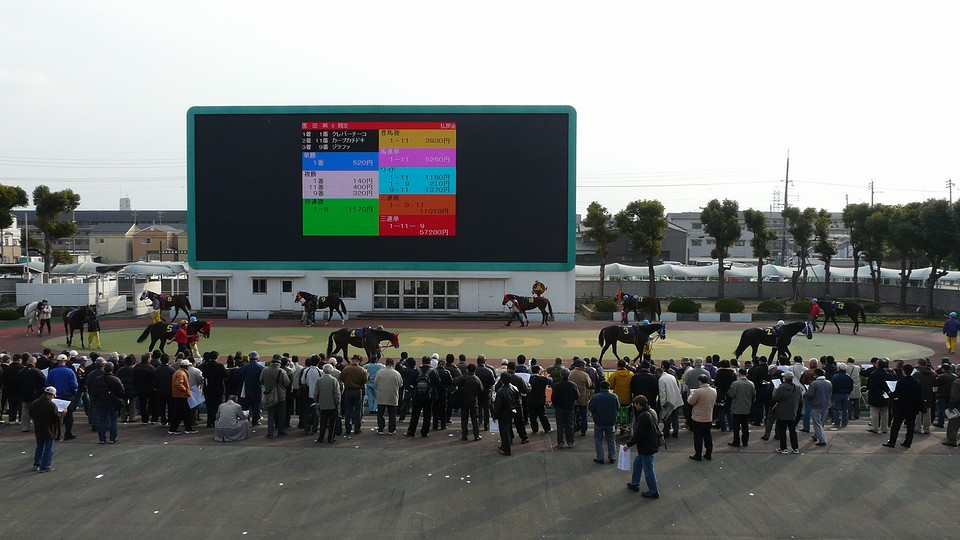
園田競馬場
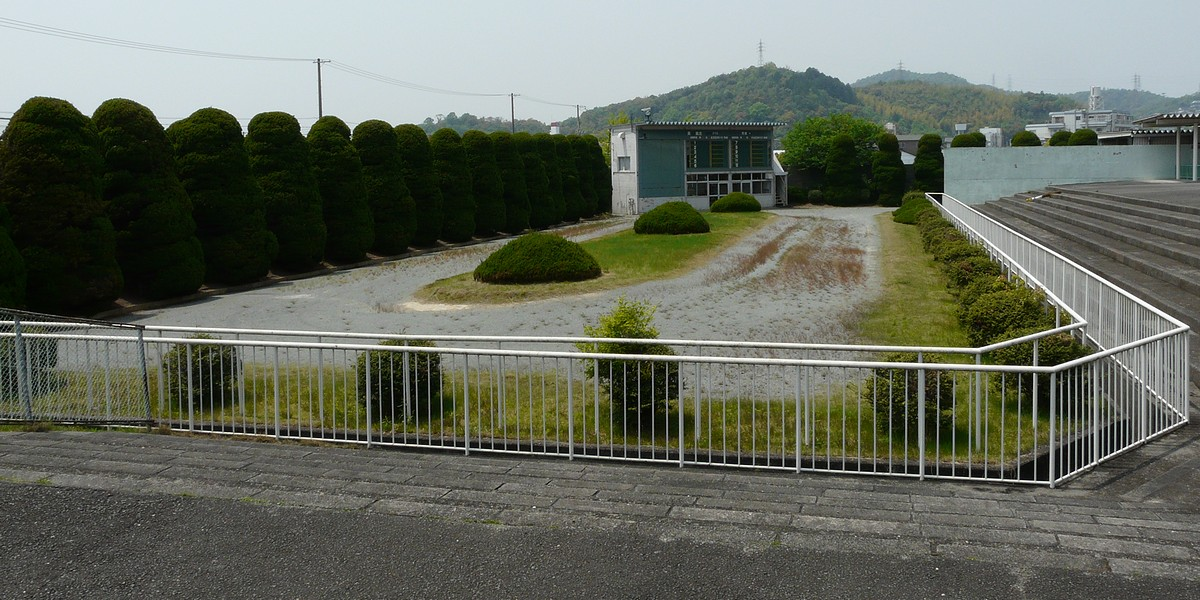
姫路競馬場
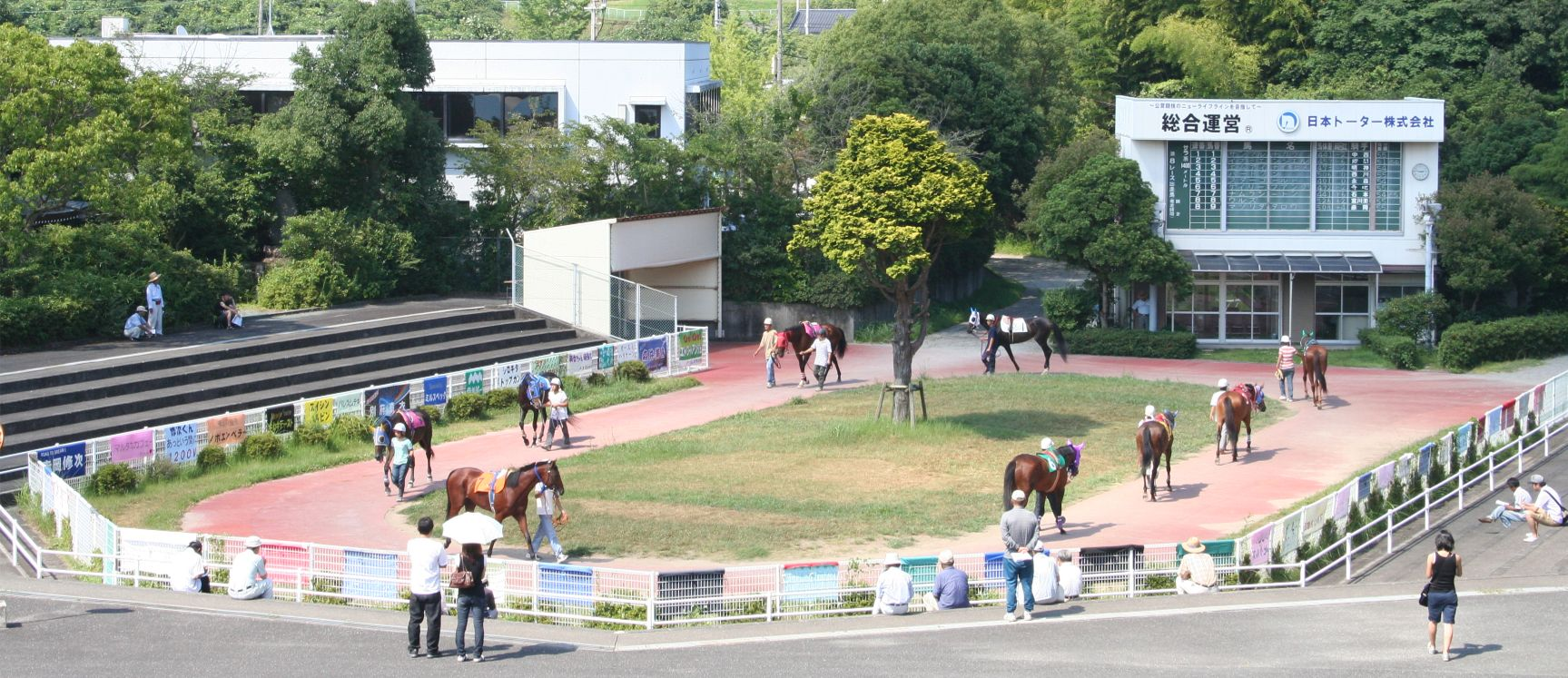
高知競馬場